# Chieco Kawabe
Chieco Kawabe (jap. 河辺 千恵子 Kawabe Chieko; * 24. Februar 1987 in Toshima, Tokio) bzw. Chieko Ochi (越智 千恵子, Ochi Chieko) ist eine japanische J-Pop-Sängerin, Model und Schauspielerin.

## Leben
2006 zog sich Chieco Kawabe weitgehend aus dem Showbusiness zurück. Am 8. August 2008 heiratete sie den Fernsehproduzenten Masato Ochi, mit dem sie am 21. Mai 2010 eine Tochter bekam. 2015 folgte die einvernehmliche Scheidung.
Seit 2010 schreibt Chieco Kawabe Hausfrauen-Ratgeber und Kochbücher.

## Diskografie

### Alben
- Brillance (2005)

### Singles
- Be Your Girl (2004), A-Seite: Abspanntitel des Anime Elfen Lied, B-Seite: erster Abspanntitel von Otogizōshi
- Shining/Cry Baby (2004), zweiter Abspanntitel von Otogizōshi
- Kizunairo (絆色; 2005)
- Candy Baby/Mermaid (キャンディーベイベー/マーマメード; 2005)
- Sakura Kiss (桜キッス; 2006), Vorspanntitel von Ouran High School Host Club

### Videoalben
- POP! (2002)
- U-15 no Natsuyasumi (U-15の夏休み)
- Bishōjo Senshi Sailor Moon: Special Act (2004)
- Bishōjo Senshi Sailor Moon: Act.ZERO (2005)

## Filmografie

### Filme
- 2003: Mō Hitori Iru

### Serien (Auswahl)
- 2002: Toshiie to Matsu: Kaga Hyakumangoku Monogatari
- 2003–2005: Bishōjo Senshi Sailor Moon (Realserie)

### Bücher
- Danna-san Bentō (旦那さん弁当, „Ehemann-Imbisse“). SDP, 2010, ISBN 978-4-903620-72-5.
- Danna-san Teishoku (旦那さん定食, „Ehemann-Gerichte“). Shufu no Tomosha, 2011, ISBN 978-4-07-276021-5.
- Simple: Chieko’s Lifestyle Diary. Shufu no Tomosha, 2011, ISBN 978-4072795002.
- Ochi Chieko no Rinyūshoku Restaurant (越智千恵子の離乳食レストラン, „Chieko Ochis Babynahrungsrestaurant“). Shufu no Tomosha, 2011, ISBN 978-4-07-281252-5.
- Ochi Chieko no Pancake Cafe 88 (sprich huit huit; 越智千恵子のパンケーキCafe 88). Shufu to Seikatsusha, 2012, ISBN 978-4-391-14213-6.
- Danna-san Teishoku Calorie ½ (旦那さん定食カロリー½, „Ehemann-Gerichte mit der Hälfte an Kalorien“). Shufu no Tomosha, 2013, ISBN 978-4-07-287510-0.